# Hausbruch
Hausbruch è un quartiere della città tedesca di Amburgo. È compreso nel distretto di Harburg.